# Почекуев, Кирилл Тихонович
Кирилл Тихонович Почекуев (11 января 1864—конец декабря 1918) — учитель, эсер, депутат  Всероссийского Учредительного собрания.

## Биография
Родился в крестьянской семье в селе Кротково Старо-Тукшумо-Кротковской волости Сенгилеевского уезда Симбирской губернии. Выпускник Порецкой учительской семинарии. Служил учителем в Сызрани.
В 1905 году по воспоминаниям учителя П. К. Ерофеев в  Короткове Сенгилеевского уезда, родном селе Покечуева, возникла группа социал-демократического направления.  В неё входили учитель П. К. Ерофеев, также учитель К. Т. Почекуев, студент Рижского политехнического института П. Н. Ковокин, учитель села Новодевичье П. А. Кузин, студент А. А. Георгиевский — член Симбирского комитета РСДРП, студент Берлинского университета Фатьянов и другие. Группа имела свой гектограф, печатала прокламации. Прокламации разбросывали в несжатую рожь, клали под снопы, распространяли в деревнях и селах от Кроткова до Сенгилея. Вскоре после этого группа была разгромлена, а П. К. Ерофеев арестован.
С 1906 года К. Т. Почекуев член партии эсеров, тогда же попал под полицейский наздзор.  В 1906 и 1907 был привлечён за агитацию среди крестьян.
В конце 1917 был избран в Всероссийское Учредительное собрание от Симбирского избирательного округа по списку № 2 (Съезд крестьянских депутатов и партия эсеров).  Участвовал в единственном заседании Учредительного собрания 5 января 1918 года.
9 августа 1918 года прибыл в Самару для участия в работе Комитета Учредительного собрания.
В сентябре 1918 участвовал в работе Государственного совещания в Уфе.
Был арестован в Уфе офицерами-колчаковцами, освобожден восставшими рабочими в Омске. Убит колчаковцами. 

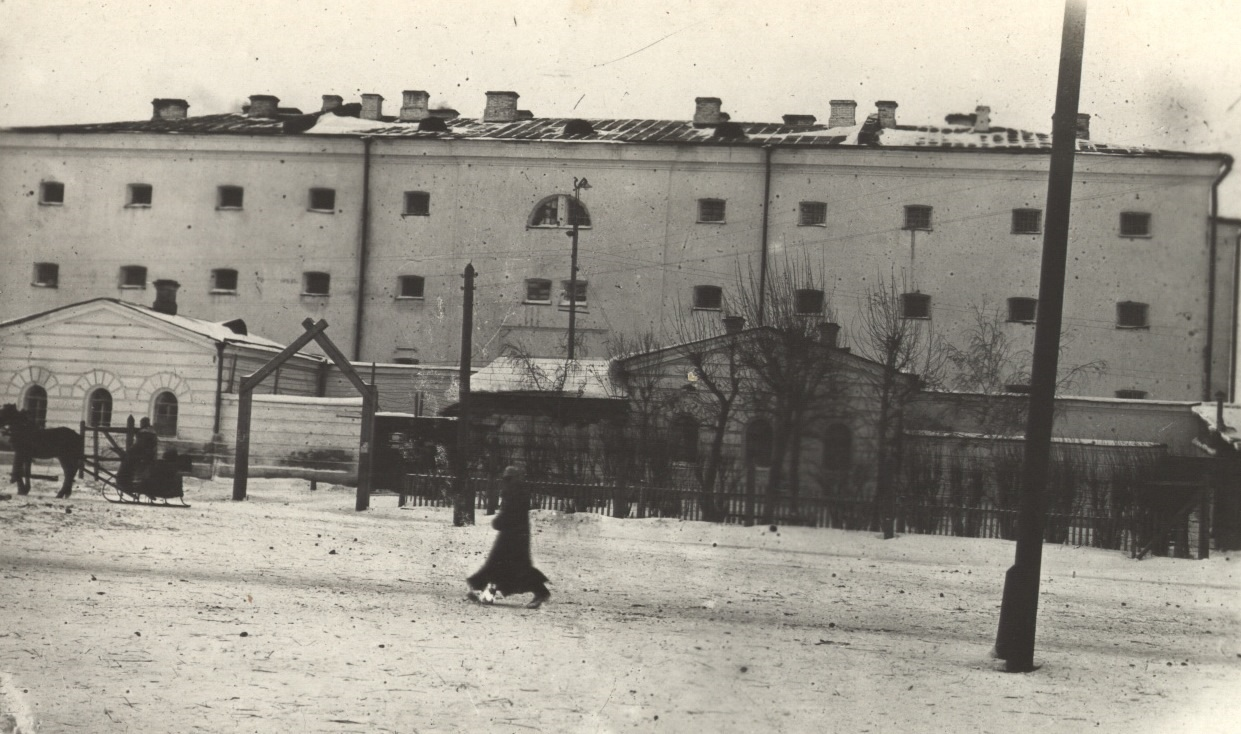
Омская областная тюрьма, 1919 г.

В ночь на 3 декабря был арестован в Уфе вместе с еще 12-14 (точное число неизвестно) членами Учредительного собрания и отправлен для суда в Омск, куда он вместе с остальными арестованными прибыл 5 декабря. В ходе Омского восстания в ночь на 22 декабря восставшие разоружили казачью сотню, захватили Омскую тюрьму и объявили, что все политические заключённые свободны. Освободили 200 человек заключённых, из которых 134-135 (до 140) были политическими.  Погиб, бежав из тюрьмы и замёрзнув на окрайне Омска. Генерал-майор В. В. Бржезовский издал приказ: «Всем незаконно освобожденным из тюрьмы, приказываю: сегодня же добровольно явиться к караульному начальнику областной тюрьмы, коменданту города или в участки милиции. Всех неявившихся и задержанных после этого бежавших арестованных приказываю расстреливать на месте... все укрыватели бежавших арестованных будут преданы военно-полевому суду, а равно домохозяева и хозяева квартир, где таковые будут найдены». После чего многие из арестованных  вернулись в тюрьму. Зензинов утверждал, что возвращающиеся получили по телефону гарантии неприкосновенности от двух членов правительства Колчака: И. А. Михайлова и C. C. Старынкевича. Жена Фомина утверждала, что "товариши-кооператоры" убеждали её мужа и её саму в том, что «необходимо сдаться в руки властей... горячо и с негодованием говорили о том, что все это освобождение — сплошная провокация, что завтра их должны были освободить, а теперь это освобождение — только предлог для расправы, указывали на необходимость немедленно же возвратиться», но при этом она не упоминала о гарантиях министров.
Вопреки обещаниям (если они действительно были даны) после возвращения политзаключённых в тюрьму многих из них без всякого суда колчаковцы казнили, в том числе был убит член Учредительного собрания Н. Л. Фомин, бывший депутат II Думы И. И. Кириенко и многие другие. Однако некоторые из членов Учредительного собрания не поддались на посулы и в тюрьму не вернулись — это И. П. Нестеров, Н. Н. Иванов, Ф. Ф. Федорович, В. Н. Филипповский и К. Т. Почекуев. Первые четверо спаслись, причём Федорович и Нестеров остались в Сибири и играли решающую роль в подготовке антиколчаковского переворота в 1920 году. Что произошло с К. Т. Почекуевым, почему он был вынужден покинуть убежище, где скрывался, и когда именно его нашли замерзшим в окрестностях Омска — неясно.

## Отзывы современников
"Кирилл Почекуев в серой толстовке и в пенсне со шнурком".

## Комментарии
1. ↑  C 10 августа 1918 года активно участвовал в работе Комуча. 10.08.18 голосовал против ведения стенографических отчётов о заседаниях. Присутствовал на заседаниях 12-14, 16, 19, 26, 28-30 августа, 2, 4 сентября 1918. Участвовал в редактировании "Приказа о 8-часовом рабочем дне" (докладчик И. М. Майский). Почекуев предложил исключить слова «порядок праздников указать в хронологии[еском] порядке». Присуствовал на заседании 5 сентября. 6 сентября в 8 часов вечера все члены Учредительного собрания выехали из Самары в Уфу со специальным поездом[5].
2. ↑  По сведениям современного историка Андрея Ганина в Уфе были арестованы: 1. Н. Н. Иванов, 2. Ф. Ф. Федорович, 3. В. Е. Павлов, 4. В. Н. Филипповский, 5. И. П. Нестеров, 6. В. В. Подвицкий, 7. С. М. Лотошников, 8. В. Т. Владыкин, 9. И. В. Васильев, 10. А. Н. Алексеевский, 11. С. Н. Николаев, 12. К. Т. Почекуев, 13. один из депутатов от мусульман, 14. Н. В. Фомин (арестован в Челябинске), а также арестовали заведующего охраной съезда эсера А. Н. Сперанского, управляющего канцелярией съезда Н. Я. Барсова, управляющего делами ведомства внутренних дел А. А. Брудерера, бухгалтер съезда В. А. Марковецкого и других сотрудников Комуча[7]. По сведениям Н. В. Святицкого в 13 арестованных в Уфе членов УС входили (в скобках номер по предшествующему списку): В.  А.  Алексеевский (10), В. Т. Владыкин (8),  С. А. Володин,  И.  В.  Васильев (9),  С. Д. Дощанов (13),  Н.  Н.  Иванов (1),  С.  М.  Лотошников (7), И.  П.  Нестеров (5),  С.  Н.  Николаев (11),  В.  Е.  Павлов (3),  В.  В.  Подвицкий ,  Ф.  Ф.  Федорович (2),  и  В.  Н. Филппповский (4). Таким образом, очевидец событий Святицкий не упоминает К. Т. Почекуева, но включает в число арестованных члена УС от Орловской губернии С. А. Володина[8].
3. ↑  По-видимому, сайт "Хронос" допускает противоречие и ошибку. С одной стороны там сказано "освобожден восставшими рабочими в Омске. Убит колчаковцами."[2] С другой местом смерти указан город Златоуст[2], расстояние между этими городами по прямой 871 км, а по дорогам — 1070 км[13]. За последнюю неделю декабря К. Т. Почукаев туда даже не успел бы добраться.